# Решетей, Иван Иванович
Иван Иванович Решетей (16.10.1919, Киев — 10.9.1943, Харьковская область) — командир батареи 130-го гвардейского артиллерийского полка 58-й гвардейской стрелковой дивизии 57-й армии Степного фронта, гвардии капитан. Герой Советского Союза.

## Биография
Родился 16 октября 1919 года в Киеве. Учился и работал в железнодорожных мастерских.
В 1940 году призван в ряды Красной Армии. Окончил Киевское военное артиллерийское училище. Воевал на Юго-Западном, Сталинградском, Степном фронтах.
В августе 1943 года армии Степного фронта вели наступление на Харьков. 28 августа 1943 года наши позиции южнее Гусиной Поляны атаковала фашистская пехота и танки. Враг имел численное превосходство. На склонах высоты 161,1 в боевых порядках наших стрелковых подразделений на прямой наводке стояли орудия батареи капитана И. И. Решетея. Стрелковые подразделения начали отходить. Возникло критическое положение.
Гвардии капитан И. И. Решетей с тремя разведчиками и пятью телефонистами поднялся из укрытия и, показывая пример отходящим воинам, контратаковал врага, уничтожая его огнём из автоматов и гранатами. Атака была отбита. Гвардии капитан И. И. Решетей, заменив погибший расчёт орудия, сам повёл огонь по танкам и с расстояния трёхсот метров уничтожил два вражеских танка. Третьим выстрелом он сжёг самоходку. Противник снова был вынужден прекратить атаку.
В новой атаке, предпринятой врагом 10 сентября 1943 года на высоту 172,1, пушкари оказались без достаточного стрелкового прикрытия и вступили в единоборство с двумя сотнями вражеских автоматчиков. Погиб в бою. Похоронен в братской могиле в селе Борки Змиёвского района Харьковской области.
Указом Президиума Верховного Совета СССР от 20 декабря 1943 года за мужество, отвагу и героизм, проявленные в боях по освобождению Харькова, гвардии капитану Решетею Ивану Ивановичу присвоено звание Героя Советского Союза с вручением ордена Ленина и медали Золотая Звезда.